# Letnie Grand Prix w skokach narciarskich w Innsbrucku
Letnie Grand Prix w skokach narciarskich w Innsbrucku – zawody skoków narciarskich, rozgrywane od 2002 roku na skoczni Bergisel, która gościła zimowe igrzyska olimpijskie w 1964 i 1976 roku, a od 1953 gości Turniej Czterech Skoczni, zaś od 1980 zawody Pucharu Świata. Ogółem na tej skoczni zorganizowano do tej pory 3 konkursy LGP, a ostatnie zawody odbyły się 12 września 2004 roku.

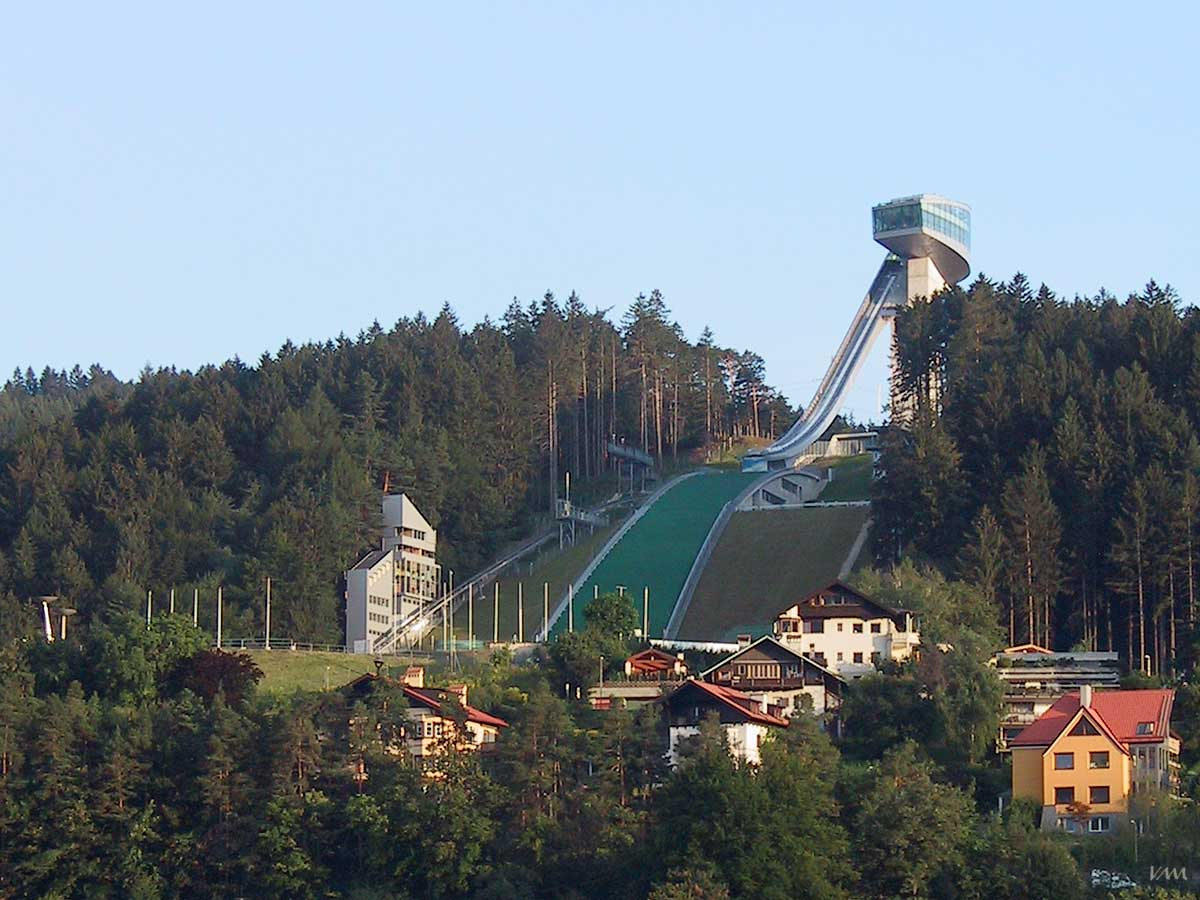
Skocznia Bergisel w Innsbrucku

## Podium poszczególnych konkursów LGP w Innsbrucku
| Lp | Data       | Uwagi | 1. miejsce         | 2. miejsce     | 3. miejsce           |
| -- | ---------- | ----- | ------------------ | -------------- | -------------------- |
| 1. | 14.09.2002 | -     | Martin Höllwarth   | Clint Jones    | Andreas Widhölzl     |
| 2. | 31.08.2003 | -     | Maximilian Mechler | Rok Benkovič   | Veli-Matti Lindström |
| 3. | 12.09.2004 | -     | Daniel Forfang     | Roar Ljøkelsøy | Hideharu Miyahira    |